# Грузія на Дитячому пісенному конкурсі Євробачення
Дебют Грузії на Дитячому пісенному конкурсі Євробачення відбувся на конкурсі 2007 року, який пройшов у Роттердамі, Нідерланди. Грузинський громадський мовник (GPB) є членом Європейської Мовної Спілки (ЄМС) та відповідає за процес відбору своїх учасників з моменту першої участі країни.
Першою представницею Грузії на конкурсі стала Маріам Ромелашвілі з піснею «ოდელია რანუნი» («Оделія Ранун»), яка фінішувала на четвертому місці зі сімнадцяти учасників, набравши 116 балів. З часу свого дебюту Грузія не пропускала жодного конкурсу і з 2024 року є єдиною країною, що чотири рази перемагала на Дитячому Євробаченні: у 2008, 2011, 2016 та 2024 роках. Уперше Грузія провела конкурс у 2017 році.

## Учасники
Умовні позначення
     Переможець
     Друге місце
     Третє місце
| Рік  | Місце проведення | Учасник             | Пісня                             | Місце | Бали |
| ---- | ---------------- | ------------------- | --------------------------------- | ----- | ---- |
| 2007 | Роттердам        | Маріам Ромелашвілі  | «Odelia Ranuni» (ოდელია რანუნი)   | 4     | 116  |
| 2008 | Лімасол          | Bzikebi             | «Bzz..»                           | 1     | 154  |
| 2009 | Київ             | Princesses          | «Lurji prinveli» (ლურჯი ფრინველი) | 6     | 68   |
| 2010 | Мінськ           | Маріам Кахелішвілі  | «Mari-Dari» (მარი-დარი)           | 4     | 109  |
| 2011 | Єреван           | Candy               | «Candy Music»                     | 1     | 108  |
| 2012 | Амстердам        | The Funkids         | «Funky Lemonade»                  | 2     | 103  |
| 2013 | Київ             | The Smile Shop      | «Give Me Your Smile»              | 5     | 91   |
| 2014 | Марса            | Лізі Поп            | «Happy Day»                       | 11    | 54   |
| 2015 | Софія            | The Virus           | «Gabede» (გაბედე)                 | 10    | 51   |
| 2016 | Валетта          | Маріам Мамадашвілі  | «Mzeo» (მზეო)                     | 1     | 239  |
| 2017 | Тбілісі          | Григол Кіпшидзе     | «Voice of the Heart»              | 2     | 185  |
| 2018 | Мінськ           | Тамар Еділашвілі    | «Your Voice»                      | 8     | 144  |
| 2019 | Гливиці          | Гіоргі Ростіашвілі  | «We Need Love»                    | 14    | 69   |
| 2020 | Варшава          | Сандра Гаделія      | «You Are Not Alone»               | 6     | 111  |
| 2021 | Париж            | Ніко Каяя           | «Let's Count The Smiles»          | 4     | 163  |
| 2022 | Єреван           | Маріам Бігвава      | «I Believe»                       | 3     | 161  |
| 2023 | Ніцца            | Анастасія та Ranina | «Over the Sky»                    | 14    | 74   |
| 2024 | Мадрид           | Андрія Путкарадзе   | «To My Mom»                       | 1     | 239  |
| 2025 |                  |                     |                                   |       |      |

### Галерея

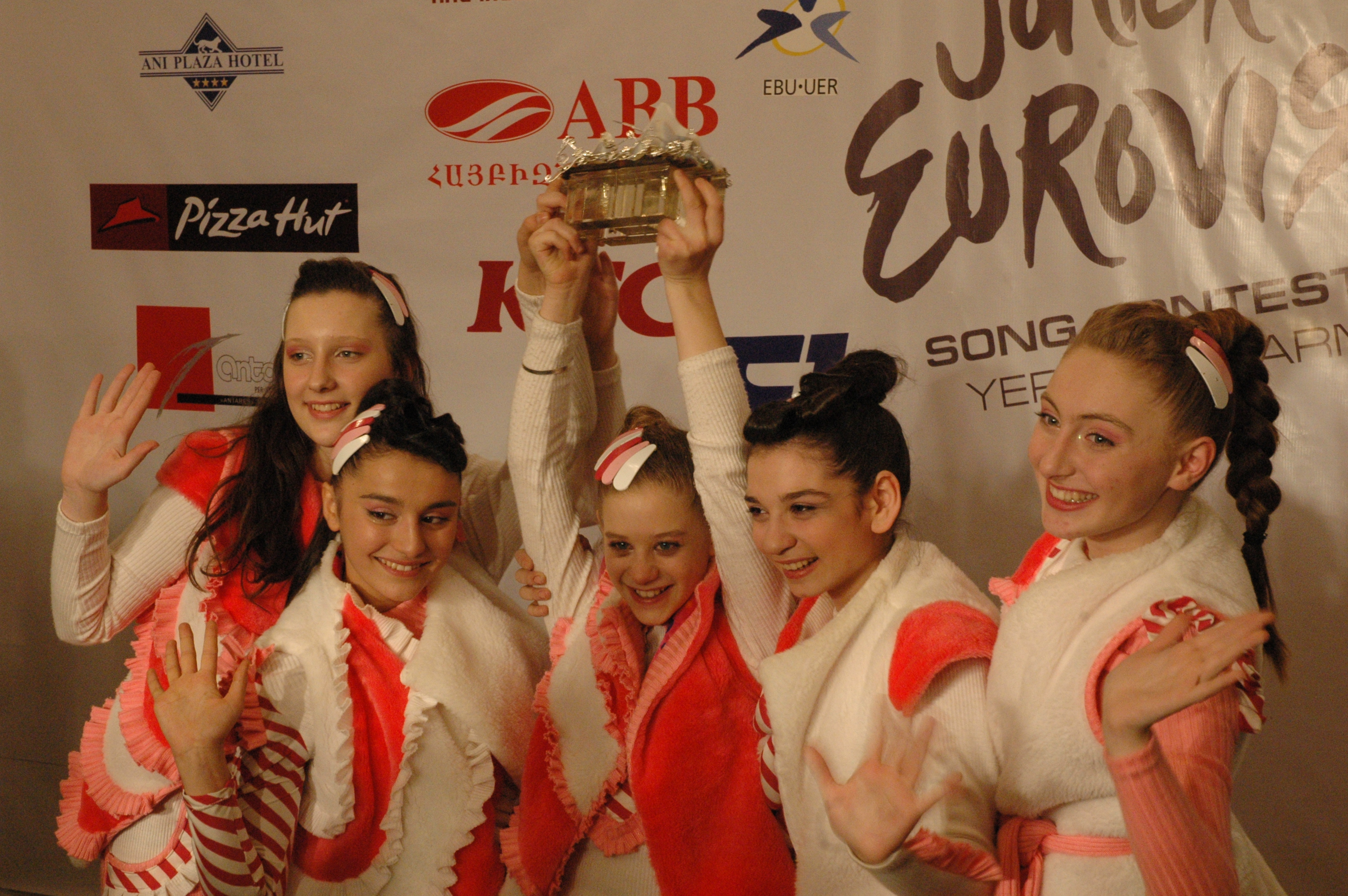
Candy в Єревані (2011)
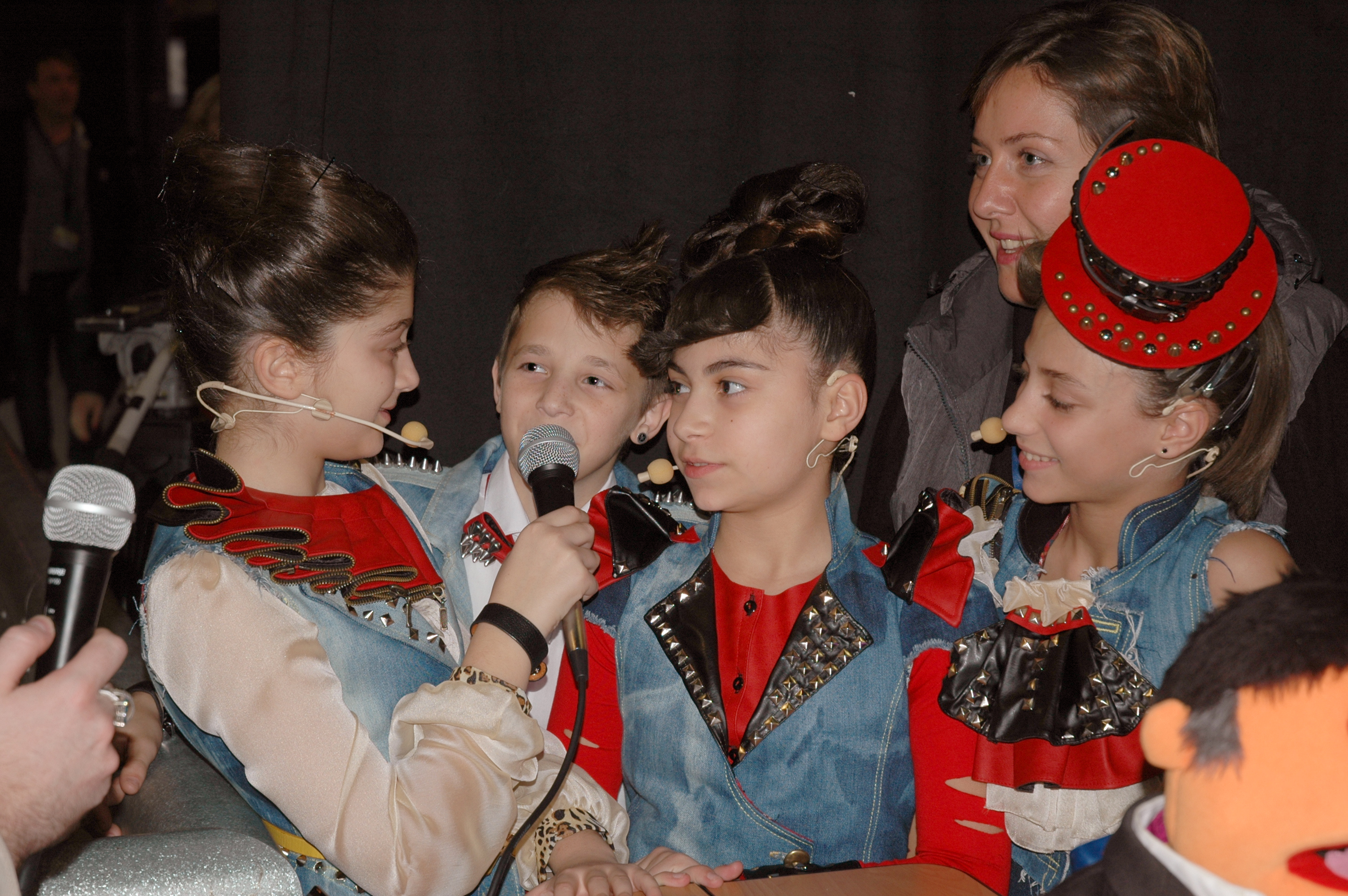
The Funkids в Амстердамі (2012)
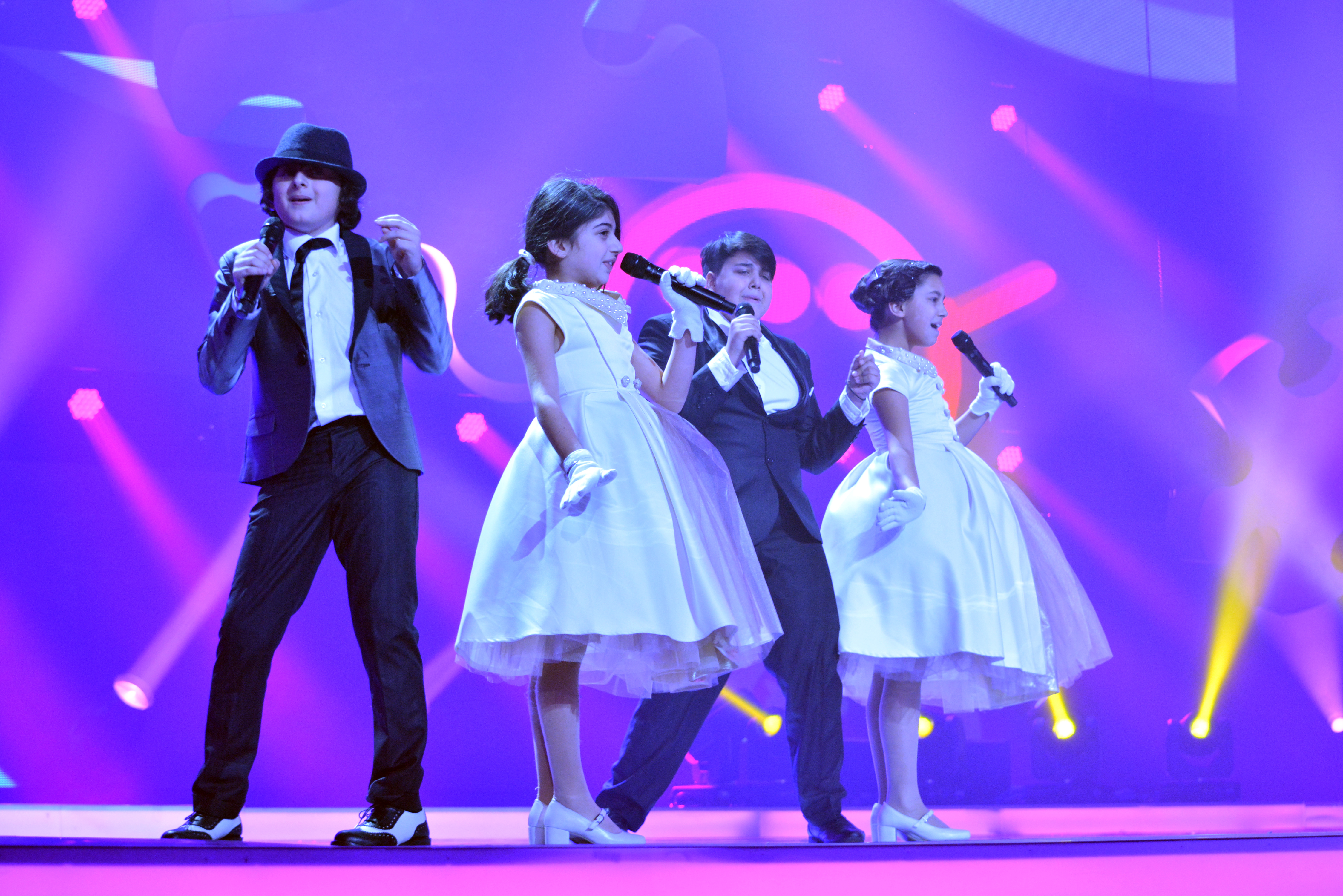
The Smile Shop у Києві (2013)
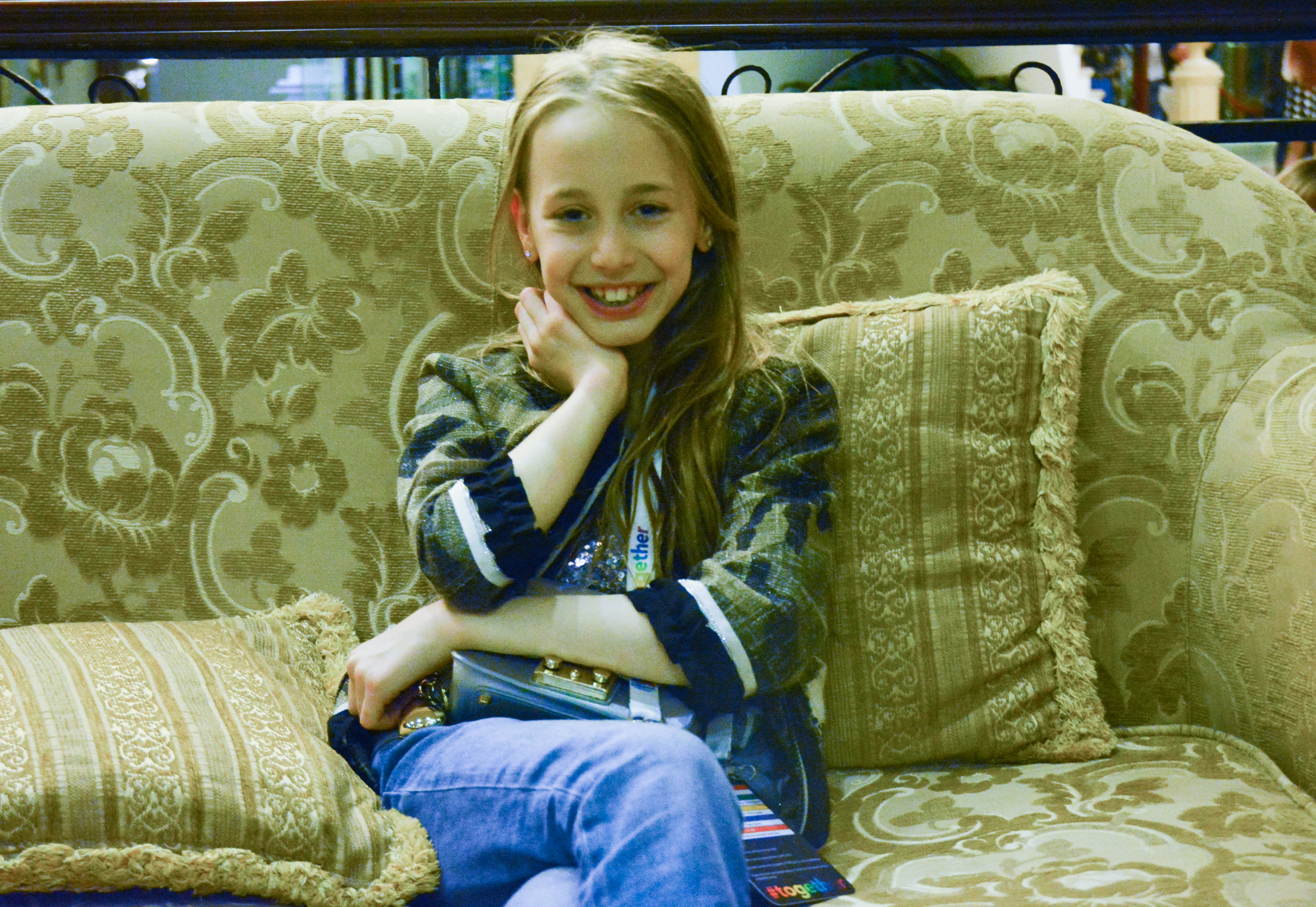
Лізі Поп у Марсі (2014)
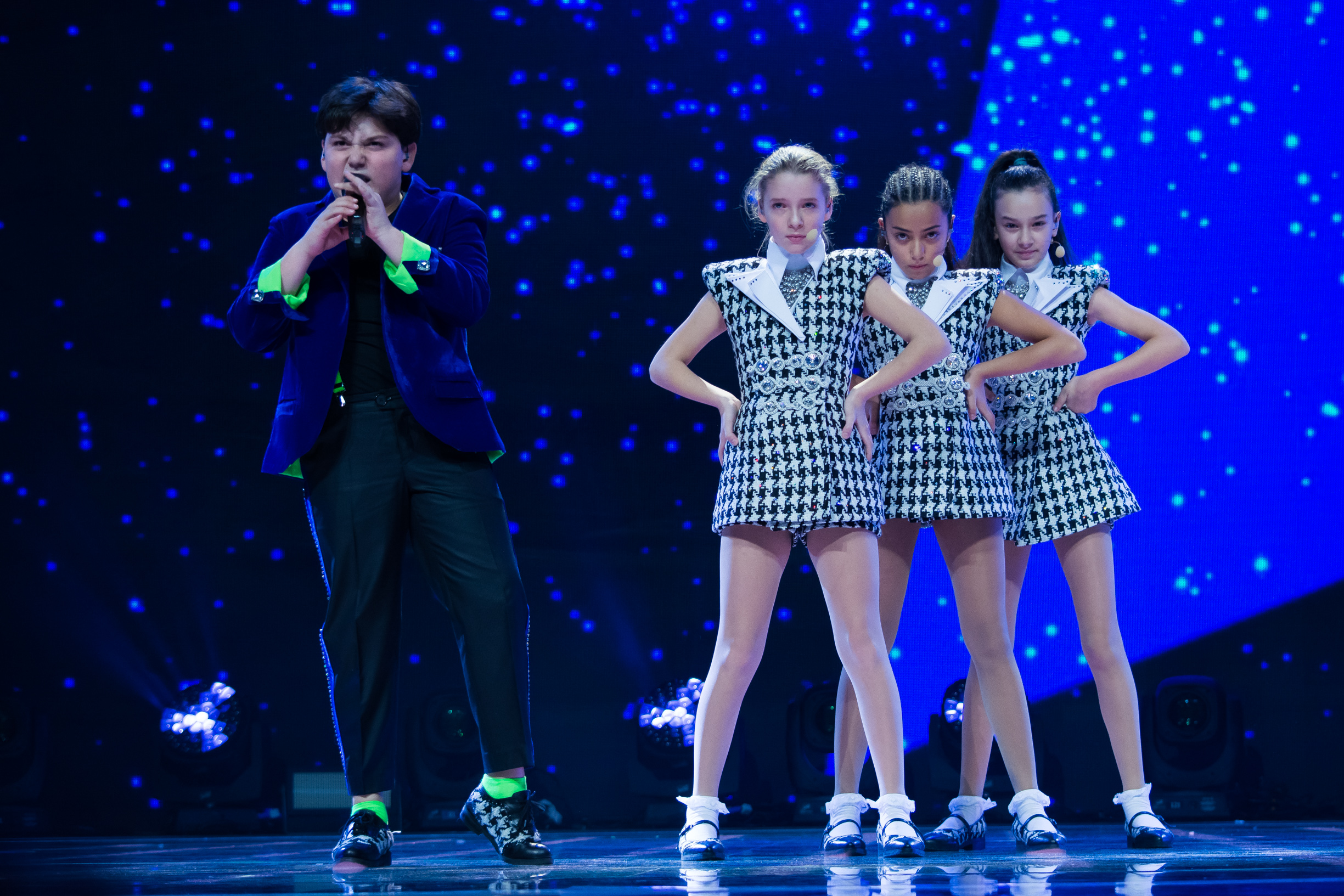
The Virus у Софії (2015)
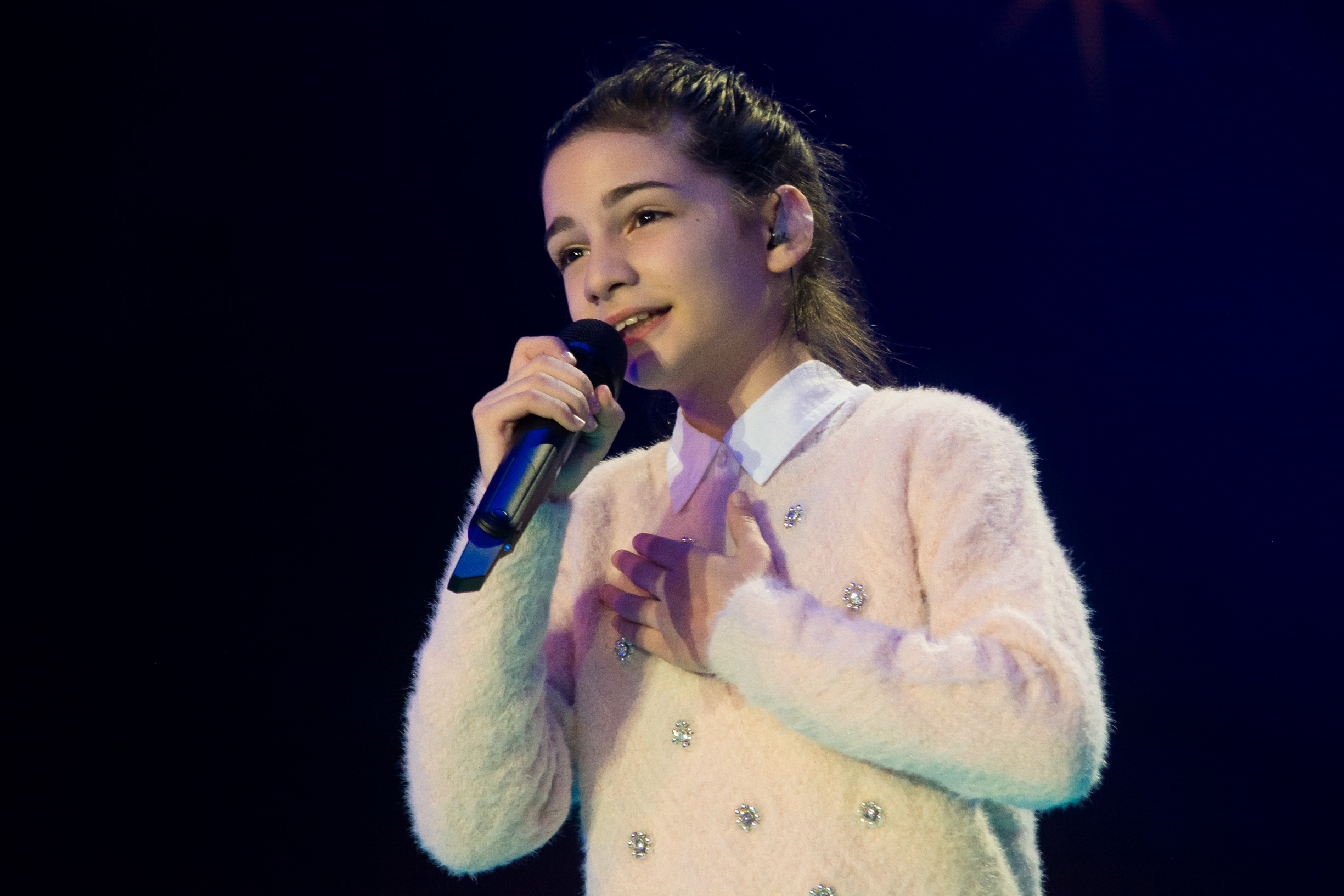
Маріам Мамадашвілі у Валлетті (2016)
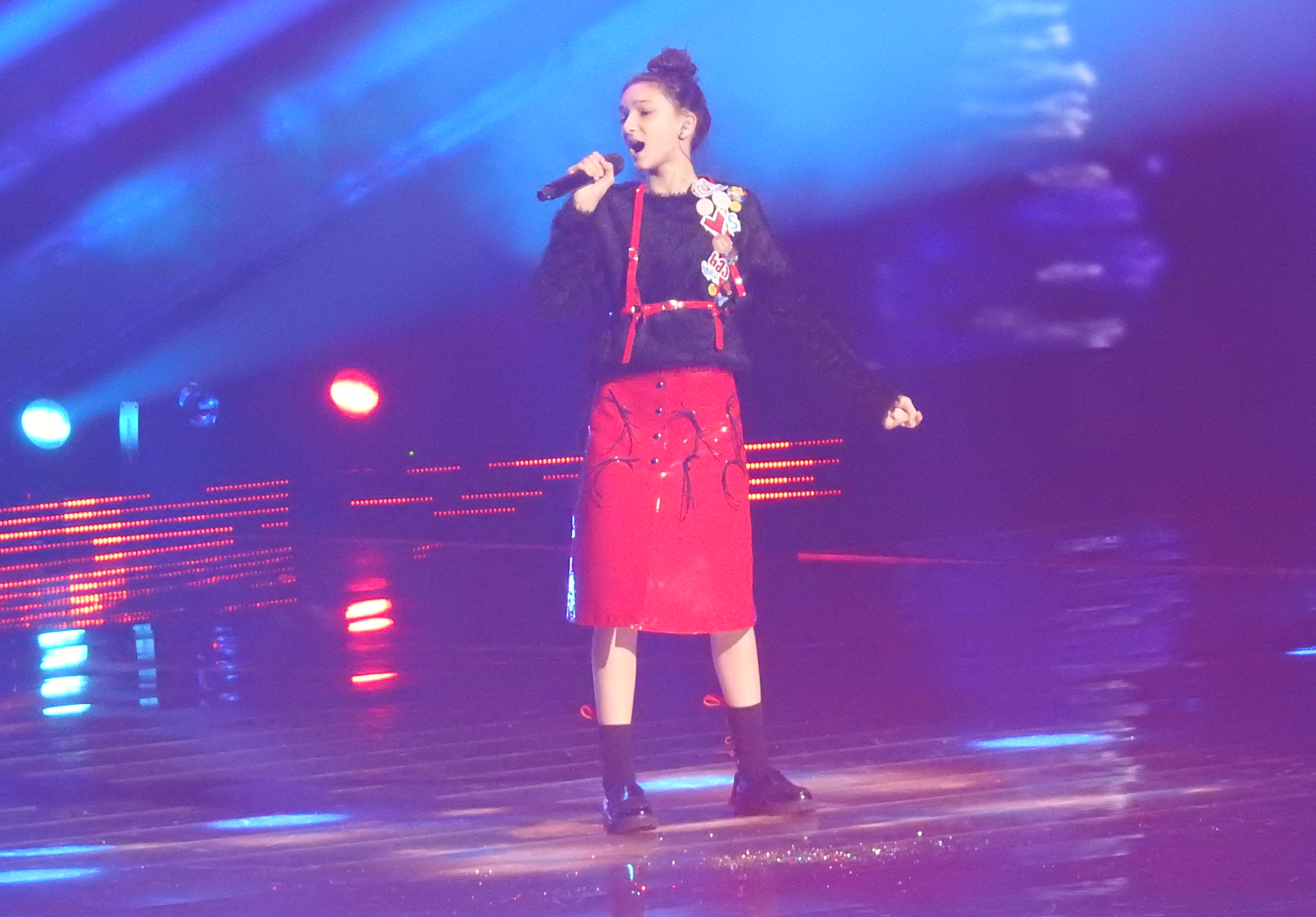
Тамар Еділашвілі в Мінську (2018)
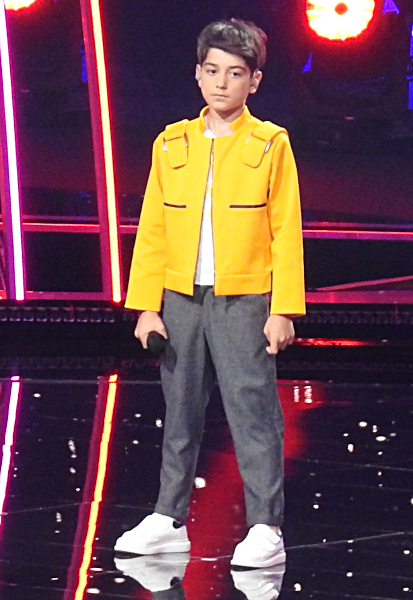
Гіоргі Ростіашвілі в Гливицях (2019)
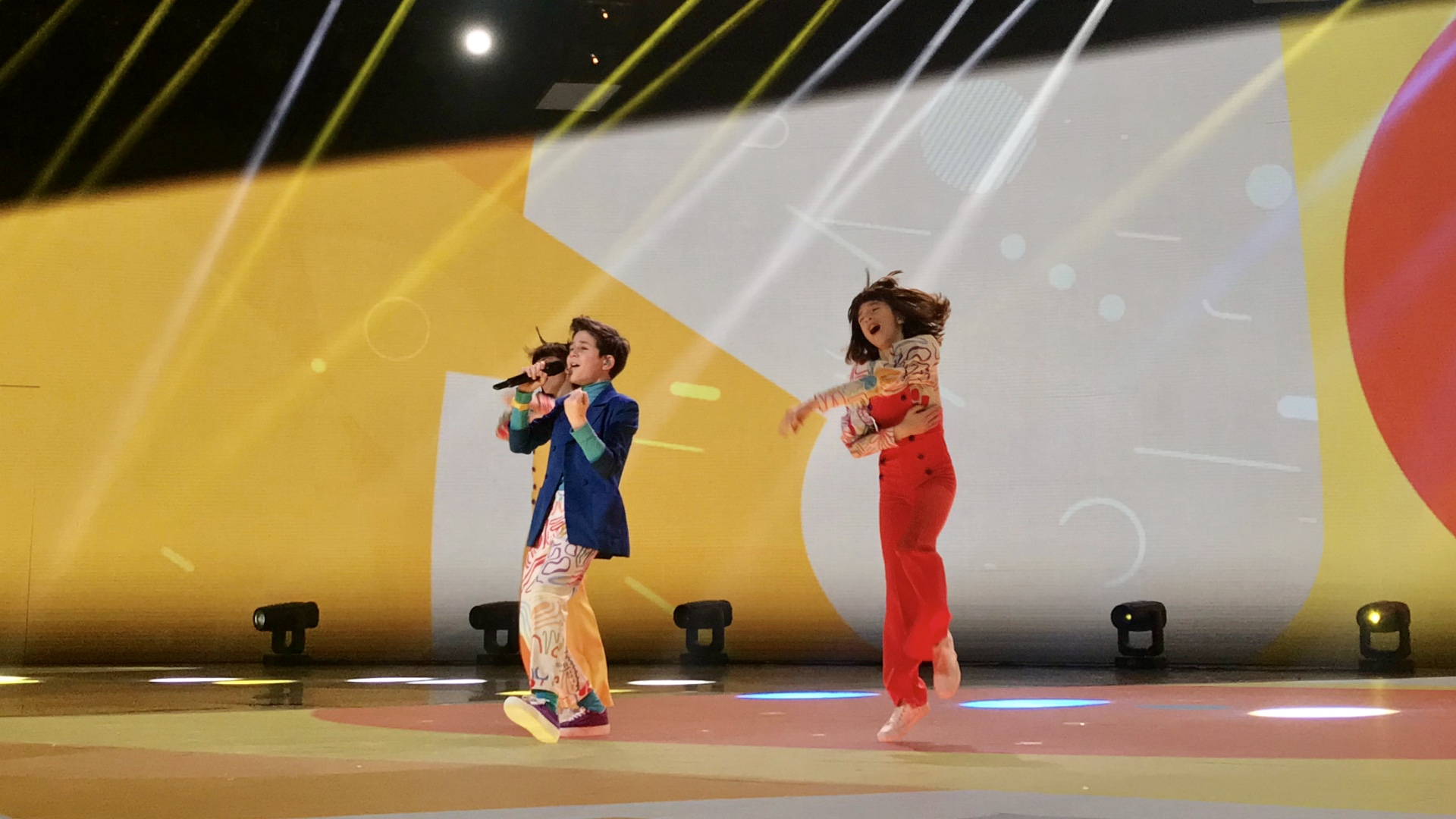
Ніко Каяя в Парижі (2021)

## Історія голосування (2007-2024)
| №  | Дано               | Дано | Отримано           | Отримано |
| №  | Країна             | Очок | Країна             | Очок     |
| -- | ------------------ | ---- | ------------------ | -------- |
| 1  | Вірменія           | 158  | Вірменія           | 177      |
| 2  | Україна            | 117  | Україна            | 145      |
| 3  | Мальта             | 80   | Росія              | 109      |
| 4  | Білорусь           | 76   | Нідерланди         | 108      |
| 5  | Нідерланди         | 68   | Мальта             | 93       |
| 6  | Італія             | 63   | Білорусь           | 84       |
| 7  | Росія              | 56   | Сербія             | 79       |
| 8  | Австралія          | 52   | Північна Македонія | 74       |
| 9  | Франція            | 45   | Кіпр               | 71       |
| 10 | Литва              | 40   | Албанія            | 60       |
| 11 | Сербія             | 37   | Ірландія           | 55       |
| 12 | Казахстан          | 31   | Польща             | 54       |
| 13 | Болгарія           | 30   | Італія             | 51       |
| 14 | Азербайджан        | 28   | Литва              | 46       |
| 15 | Північна Македонія | 24   | Португалія         | 45       |
| 16 | Польща             | 24   | Болгарія           | 42       |
| 17 | Іспанія            | 22   | Іспанія            | 41       |
| 18 | Бельгія            | 21   | Франція            | 40       |
| 19 | Португалія         | 20   | Австралія          | 38       |
| 20 | Молдова            | 16   | Бельгія            | 36       |
| 21 | Албанія            | 15   | Швеція             | 31       |
| 22 | Ірландія           | 14   | Ізраїль            | 30       |
| 23 | Німеччина          | 11   | Казахстан          | 30       |
| 24 | Кіпр               | 9    | Молдова            | 29       |
| 25 | Велика Британія    | 8    | Азербайджан        | 25       |
| 26 | Швеція             | 7    | Сан-Марино         | 24       |
| 27 | Латвія             | 5    | Греція             | 18       |
| 28 | Словенія           | 5    | Уельс              | 18       |
| 29 | Ізраїль            | 3    | Румунія            | 17       |
| 30 | Сан-Марино         | 3    | Німеччина          | 16       |
| 31 | Уельс              | 3    | Естонія            | 12       |
| 32 | Румунія            | 2    | Латвія             | 10       |
| 33 | Естонія            | 2    | Велика Британія    | 8        |
| 34 | Греція             | —    | Чорногорія         | 4        |
| 35 | Хорватія           | —    | Хорватія           | 1        |
| 36 | Чорногорія         | —    | Словенія           | —        |